# Hope Mansell
Hope Mansell – wieś i civil parish w Anglii, w hrabstwie Herefordshire. W 2011 civil parish liczyła 259 mieszkańców. Hope Mansell jest wspomniana w Domesday Book (1086) jako Hope.